# Juventus Stadium
Lo Juventus Stadium, noto anche come Allianz Stadium per motivi di sponsorizzazione o più semplicemente come Stadium, è un impianto calcistico di Torino. Si trova nei quartieri Vallette e Lucento in prossimità dell'area Continassa, nella zona nord-occidentale del capoluogo piemontese.
Di proprietà della società calcistica Juventus Football Club, è sede degli incontri interni della sua prima squadra maschile dalla stagione 2011-2012. Primo impianto moderno di proprietà di un club in Italia, è il sesto per capienza con 41 507 spettatori nonché il primo del Piemonte; sorge sulla stessa area del preesistente e demolito stadio delle Alpi, di cui riutilizza parte delle strutture.
Prima struttura calcistica italiana costruita in stile postmoderno, senza barriere architettoniche nonché primo impianto ecocompatibile al mondo, è uno dei quattro stadi italiani (assieme all'Olimpico di Roma, al Giuseppe Meazza di Milano e all'Olimpico Grande Torino di Torino) a rientrare nella categoria 4 UEFA, ovvero quella con maggior livello tecnico. In tal senso, ha ospitato diversi incontri della nazionale italiana.
Ritenuto tra gli impianti più avanzati a livello mondiale, uno dei simboli architettonici della Torino contemporanea nonché tra i maggiori poli di attrazione turistica della città, lo Stadium è stato premiato con lo Stadium Innovation Trophy al Global Sports Forum 2012 quale scenario sportivo più innovativo d'Europa.
Inaugurato col nome ufficiale di Juventus Stadium – titolazione che tuttora mantiene in occasione delle competizioni confederali –, dal 1º luglio 2017 ha assunto il nome commerciale di Allianz Stadium a seguito della cessione dei diritti di denominazione ad Allianz. Nei pressi dell'impianto si trovano strutture correlate al club come il J-Museum, il J-Medical, un megastore e un centro commerciale oltreché il J-Village.
Per la stagione 2023-2024, è stato valutato come miglior stadio italiano.

## Storia

### Antefatti
(Umberto Agnelli, 1996)

Il logo ufficiale dell'impianto alla sua inaugurazione nel 2011, con il motto «Lo stadio che cambia il calcio»

Le radici dello Stadium affondano nel 1994, quando la Juventus inizia a coltivare l'idea di costruire uno stadio di sua proprietà. In quel periodo la squadra bianconera gioca le sue partite casalinghe, condividendolo coi concittadini del Torino, allo stadio delle Alpi, un impianto di proprietà comunale e, sebbene inaugurato in occasione dell'allora recente campionato del mondo 1990, già afflitto da molti problemi come gli alti costi di affitto e manutenzione, difficoltà contrattuali con il Comune, l'eccessiva lontananza del pubblico per la presenza di una pista di atletica leggera peraltro scarsamente utilizzata, il pessimo comfort sugli spalti e altre carenze strutturali che l'hanno reso presto superato, anche dinanzi alla sopravvenuta rivoluzione televisiva.
Tutto ciò si traduce in uno stadio «troppo grande, troppo freddo (in ogni senso: ambientale e climatico [...] ) e troppo vuoto», coi tifosi che raramente riempiono il sovradimensionato impianto, tanto che la Juventus, sentendosi ormai come «ospite in casa d'altri», tra il 1991 e il 1994 inizia a minacciare più volte il Comune di lasciare il Delle Alpi o lo stesso capoluogo piemontese, per alcune partite o persino definitivamente; propositi che si concretizzano a partire dal 1995 quando, con una mossa «senza precedenti nella storia juventina», il club decide di giocare lontano da Torino varie sue gare interne, tra cui semifinale e finale di Coppa UEFA 1994-1995 (Milano), la finale di Supercoppa UEFA 1996 (Palermo), la Coppa Intertoto UEFA 1999 (Cesena) e alcuni turni preliminari della Coppa UEFA 1999-2000 (Palermo).
Nel 1994 l'idea iniziale della società bianconera consiste nel trasformare la zona della Continassa, dove sorge il Delle Alpi, in un territorio a uso esclusivo del club, costruendovi un nuovo impianto di proprietà affiancato da altre strutture: in questa fase embrionale sono già ipotizzati un museo a tema juventino, un centro d'allenamento per la squadra e l'insediamento della sede sociale nella settecentesca Cascina Continassa. Nel 1996 il progetto del nuovo impianto alla Continassa rimane come alternativa; la società pensa tuttavia di riservare comunque alla Continassa la funzione di centro sportivo, destinando il Delle Alpi solo ai grandi eventi sportivi. Nel 1998 l'idea del nuovo stadio di proprietà alla Continassa ritorna ad essere il progetto principale, che prevede la profonda ristrutturazione del Delle Alpi e la costruzione di nuove strutture a uso del club, più altre attività commerciali correlate. La Juventus vuole abbattere il Delle Alpi per fare posto a un nuovo stadio adatto alle famiglie con una capienza di 40 000 posti, destinato esclusivamente all'uso calcistico e sul modello degli stadi inglesi; tuttavia, la struttura è ancora di proprietà del Comune, con il quale la società bianconera fatica a trovare un'intesa.

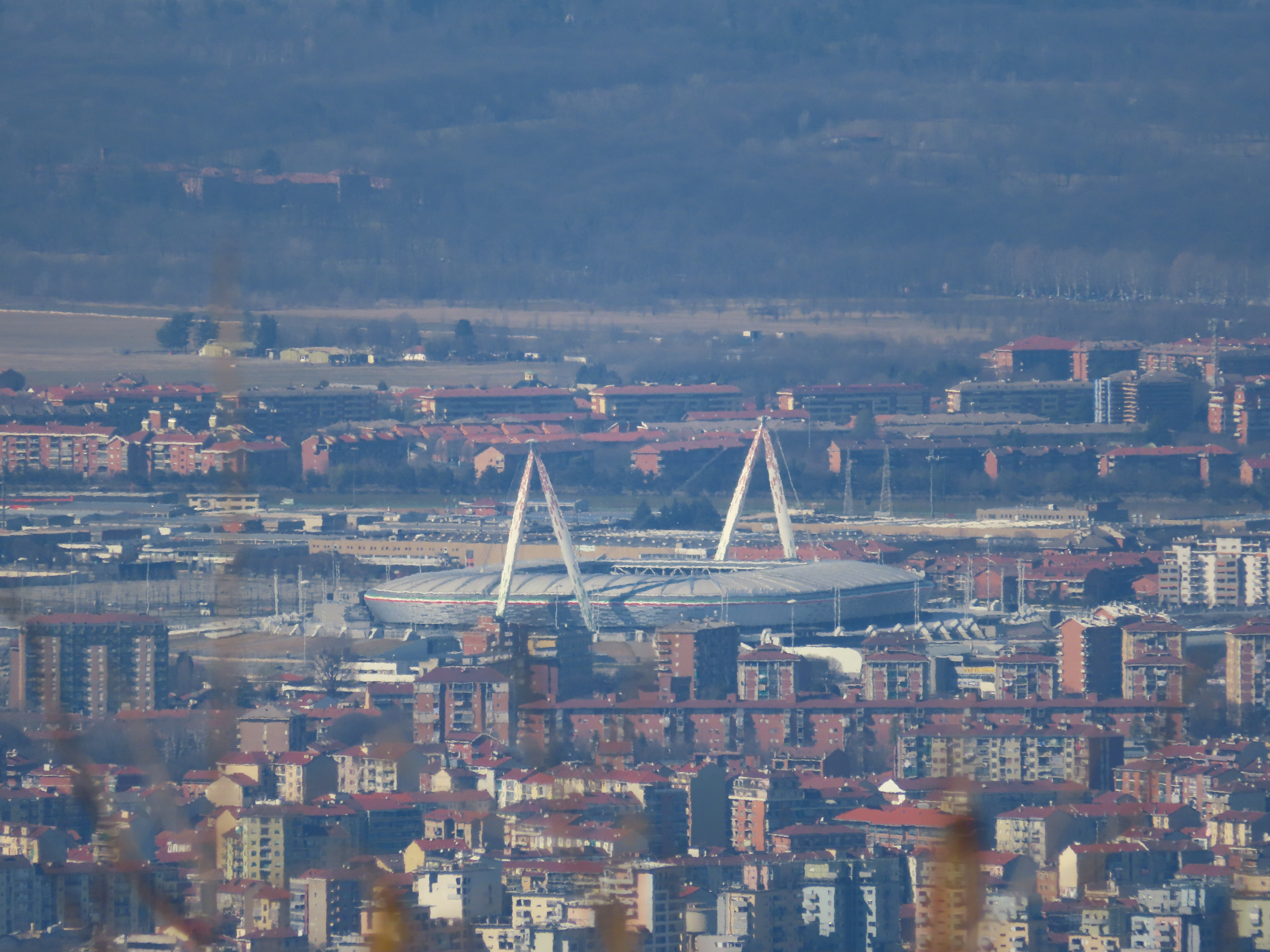
Veduta panoramica dello stadio nel 2020, dal Colle della Maddalena, che ne evidenzia l'inserimento nell'ambiente urbanistico circostante

Passa quindi ancora qualche anno, in cui la squadra rispolvera a più riprese e con vari ultimatum al Comune l'intento di lasciare la città nel caso in cui non si sbloccasse la situazione. In questa fase vengono avanzate varie proposte: in particolare nel 2001, per risolvere l'impasse, si pensa di vendere il Delle Alpi in comproprietà alla Juventus e al Torino; una proposta che era stata già avanzata nel 1996, ma all'epoca rifiutata da entrambe le squadre per via dei costi giudicati troppo onerosi. Nonostante il Comune e le due società siano stavolta d'accordo, l'ipotesi viene scartata sul finire dello stesso anno poiché i due club si ritrovano in disaccordo sulla gestione congiunta dello stadio. Pertanto, le intenzioni della Juventus riguardo alla questione stadio e all'eventuale abbandono della città restano invariate.
Il 18 giugno 2002, dopo un tormentato percorso di dialogo tra le parti durato otto anni, un accordo con la municipalità torinese consegna alla società bianconera il diritto di superficie sull'area del Delle Alpi per i successivi 99 anni, a partire dal 1º luglio successivo al costo totale di 24000000 €. Il patto, oltre alla futura costruzione di un nuovo impianto adatto al calcio, sicuro e redditizio, prefigura la trasformazione della Continassa in una cittadella juventina con l'ulteriore edificazione di museo, centro medico, centro d'allenamento, sede sociale, vari spazi commerciali e altre iniziative rivolte ai tifosi, come l'apertura di vari fan-shops. Tutto questo sia all'interno dello stadio che nella zona circostante. La Juventus riesce così a ottenere uno stadio di proprietà, abbandonando definitivamente l'idea di lasciare la città.
In seguito all'accordo, la Juventus è divenuta proprietaria del Delle Alpi, pertanto l'allora amministratore delegato del club, Antonio Giraudo, affida il progetto dello stadio all'architetto Gino Zavanella: il piano prevede già caratteristiche che saranno proprie della versione finale, quali il dimezzamento della sovradimensionata capienza dell'impianto e l'eliminazione della pista di atletica. Il progetto di Giraudo e di tutta la dirigenza juventina anticipa inoltre la realizzazione di uno stadio senza barriere che, seguendo l'esempio di altri grandi società calcistiche europee e soddisfando le esigenze dei tifosi e delle famiglie, permette al club bianconero di aumentare gli incassi grazie agli spalti pieni e alla collaborazione con gli sponsor, alcuni dei quali possono dare il nome allo stadio.
Nel 2006, con la chiusura del Delle Alpi alle attività sportive e in attesa del suo rifacimento, la Juventus fa temporaneamente ritorno nell'ex stadio Comunale, nel frattempo restaurato e ribattezzato in Olimpico in occasione dei XX Giochi olimpici invernali.

### Progetto e realizzazione
(Osservatorio nazionale sulle manifestazioni sportive, 2012)

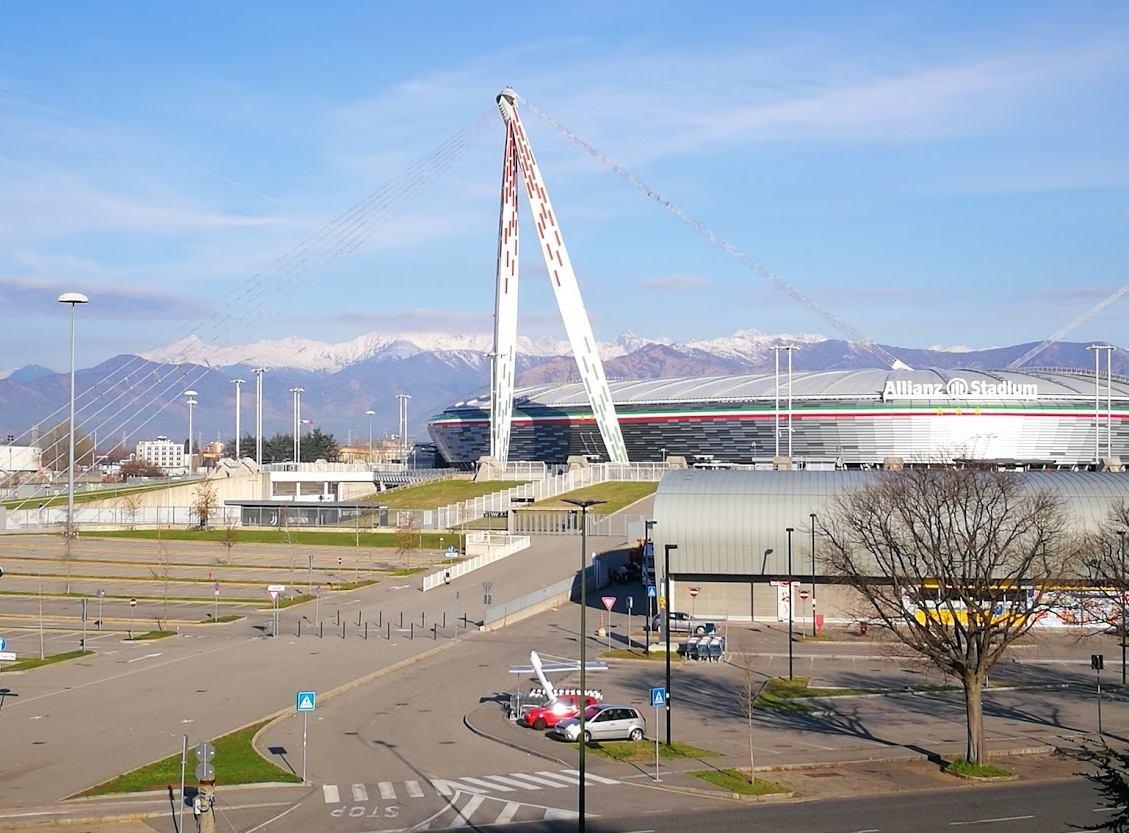
Scorcio dell'area della Continassa, comprensivo dello Stadium: svetta uno dei due piloni che, oltre a rimandare alla precedente struttura del Delle Alpi, hanno la funzione di sorreggere, tramite stralli, la copertura sospesa degli spalti

Il 18 marzo 2008 il consiglio di amministrazione della Juventus delibera la costruzione di un nuovo impianto al posto dello stadio delle Alpi; l'investimento complessivo (comprensivo dell'acquisizione del diritto di superficie per 99 anni dal comune), inizialmente stimato tra i 105 e i 120 milioni, è stato infine quantificato in 155 milioni di euro. Il progetto è stato affidato agli studi GAU e Shesa sotto il coordinamento degli architetti Hernando Suárez e Gino Zavanella, e agli ingegneri Francesco Ossola e Massimo Majowiecki. I lavori di demolizione del Delle Alpi sono iniziati l'11 novembre 2008 e sono stati portati a termine il 25 giugno 2009. La costruzione del nuovo impianto ha avuto inizio il 30 giugno 2009 e si è conclusa tra i mesi di agosto e settembre 2011.
Lo Stadium, capace di ospitare inizialmente 41 147 spettatori, è stato progettato seguendo i massimi standard di sicurezza. L'accesso, privo di barriere architettoniche, avviene da quattro ingressi posti sugli angoli, con ampie rampe che seguono il profilo delle collinette verdi sulle quali sorge l'impianto e portano a un anello che circoscrive lo stadio. L'anello è un luogo sicuro, dove possono essere controllati i titoli d'ingresso e dove possono sostare i mezzi di servizio e di soccorso. Le panchine sono posizionate in prima fila all'interno della tribuna, come è solito negli stadi inglesi. Alle gradinate e alle tribune – che sono poste a 7,5 metri di distanza dal terreno di gioco – si accede da 16 passerelle distribuite nei diversi settori dell'impianto. In caso di emergenza, l'evacuazione dell'impianto può essere conclusa in meno di quattro minuti. Le gradinate hanno una pendenza tra i 27° e i 30° nel primo annello e tra i 30° e i 37° nel secondo annello, il che favorisce l'acustica dello scenario.

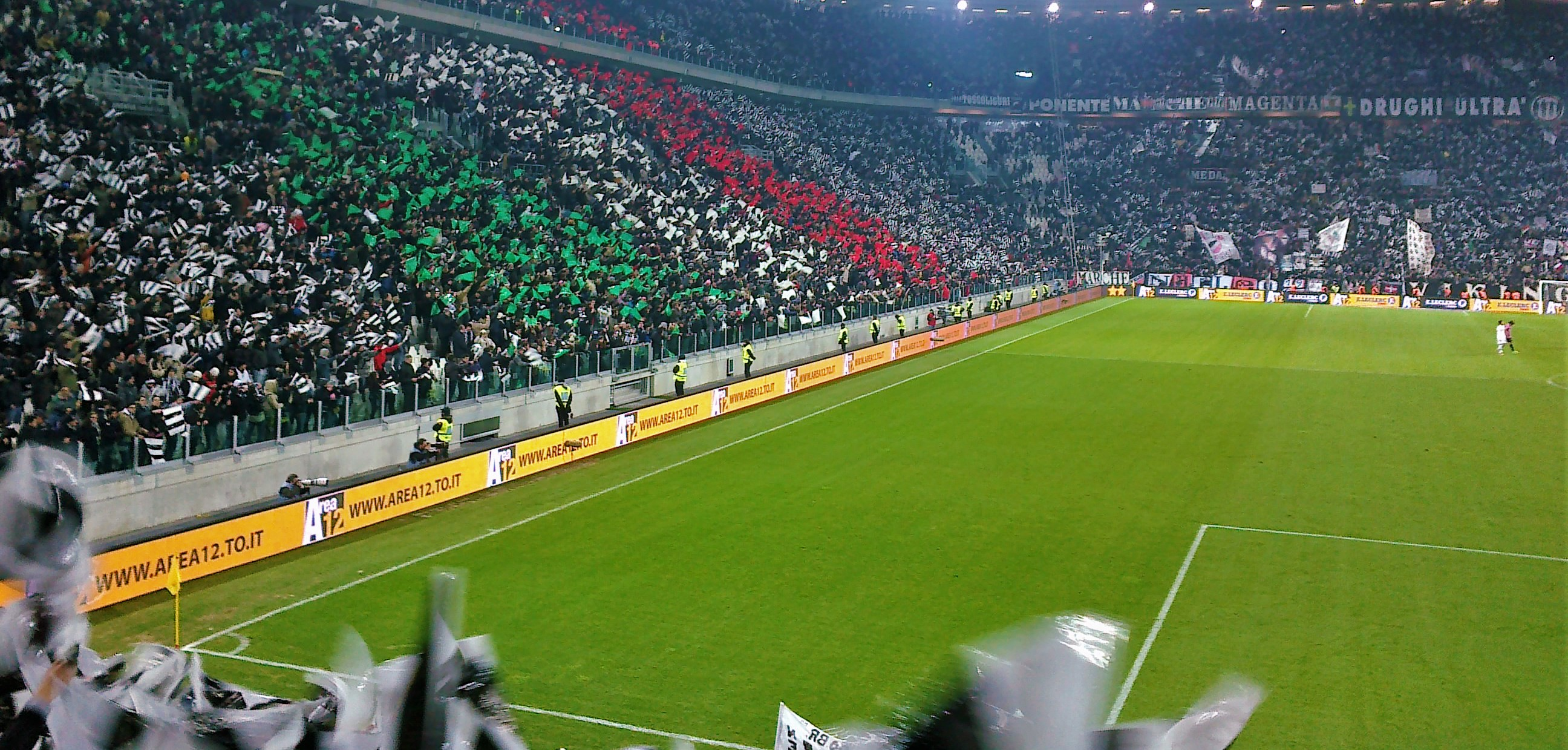
Dettaglio del campo da gioco e del primo anello di tribune dello Stadium: è evidente il concetto di stadio all'inglese, volto a rendere una grande vicinanza tra calciatori e tifosi juventini, all'opposto del precedente, «freddo» e «mai troppo amato» Delle Alpi.

Al di sotto delle gradinate sono state realizzate le aree di servizio allo stadio e alla squadra. Nella parte superiore, con un profilo di grande leggerezza ed essenzialità sorge lo stadio, con le gradinate e i palchi: il tutto è inserito in un unico profilo a semicerchio e senza elementi che si distaccano dalla linea di continuità.
Inoltre lo stadio ingloba una vasta area, costituita da 4 000 posti auto, otto ristoranti e 21 bar. All'interno dell'impianto ci sono anche tre spogliatoi, un museo dedicato alla storia della Juventus, palchi VIP disegnati da Pininfarina Extra e affacciati direttamente sul prato, 34000 m² di aree commerciali e 30000 m² di aree verdi e piazze. La struttura esterna dello stadio è composta da 7 000 pannelli compositi in alluminio colorati in varie sfumature di grigio e bianco, oscillanti e riflettenti, i quali, secondo il designer Fabrizio Giugiaro che ha curato il disegno degli esterni, danno l'effetto di una «bandiera in movimento». Un lungo fregio tricolore cinge l'intera struttura, intervallato in vari punti da stelle gialle – inizialmente due e poi tre, seguendo l'evolversi del riconoscimento sportivo in casa juventina – che richiamano le similari presenti, all'interno, nelle curve.

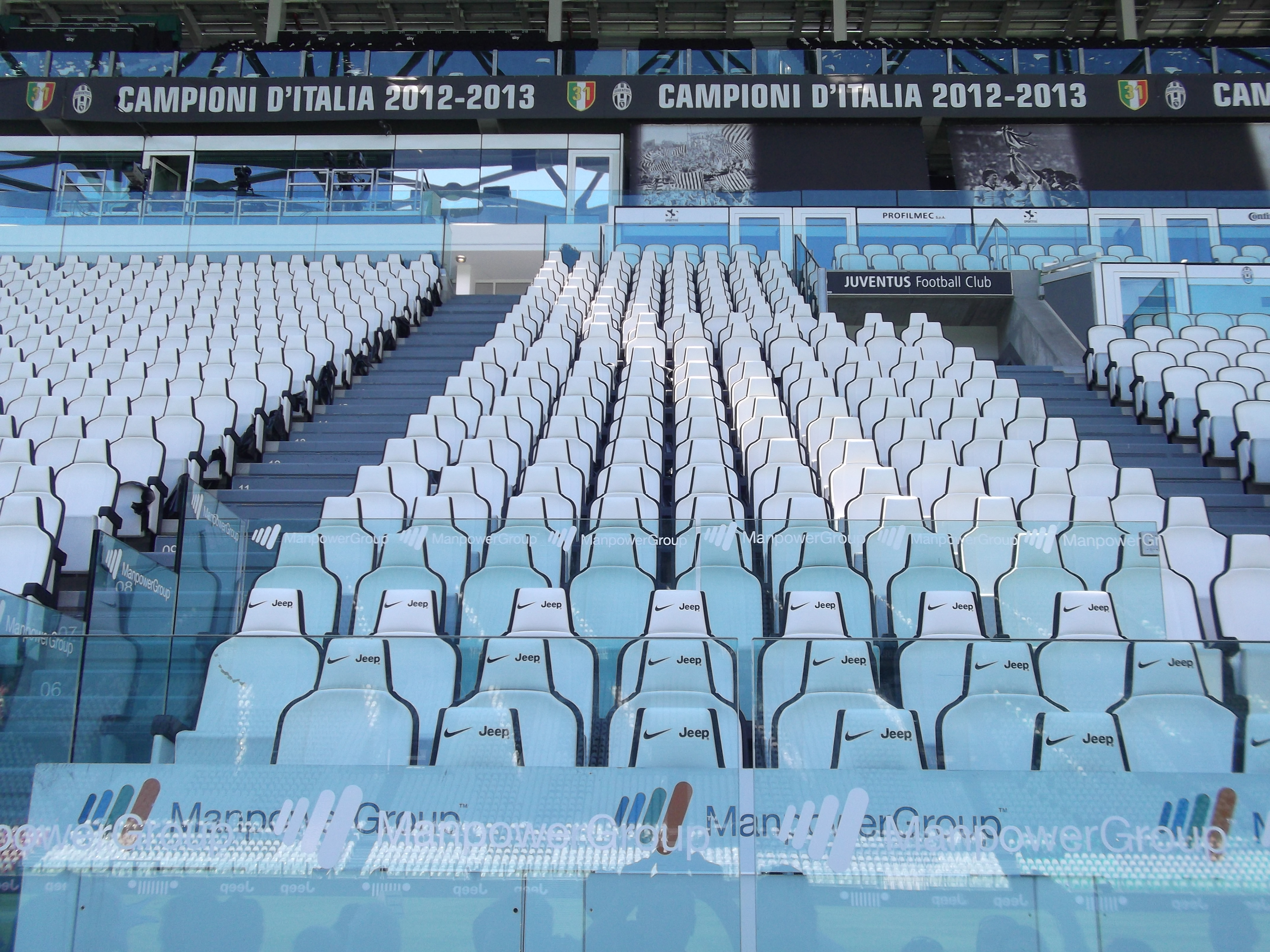
I posti riservati agli spettatori (sullo sfondo) e le panchine destinate alle squadre (in primo piano), queste ultime incassate nella tribuna centrale

La copertura sospesa degli spalti, realizzata in polivinilcloruro, è sorretta da un sistema di stralli ancorati a due grandi piloni di 86 metri di altezza che richiamano architettonicamente la preesistente struttura del Delle Alpi – e che diverranno a posteriori tra i simboli più riconoscibili dell'impianto. Studiata nella galleria del vento, la copertura è stata realizzata ispirandosi al profilo delle ali degli aerei: una struttura di grande leggerezza, realizzata in una membrana in parte trasparente e in parte bianca, per permettere una visione ottimale del campo, sia diurna sia notturna, e in grado di garantire il passaggio della luce tramite i lucernari, in maniera tale che sia sufficiente per la crescita dell'erba del campo. Infine, la struttura è dotata di un impianto audio RCF costituito da 88 diffusori lungo le tribune e ulteriori sistemi dedicati alla sonorizzazione del campo da gioco.
Il risultato architettonico finale è quello di un cosiddetto stadio all'inglese, ovvero un impianto comodo, moderno ed economico: il pubblico è molto vicino al campo e la visuale della partita risulta ottimale da ogni punto delle tribune, creando un'atmosfera di forte impatto tra i tifosi. In tal senso, nel 2015, la rivista calcistica britannica FourFourTwo l'ha collocato al 25º posto nella sua classifica dei 100 migliori stadi del mondo.
Lo Stadium è tra i primi esempi di struttura sportiva postmoderna in Italia – la prima nel settore calcistico – nonché, a livello nazionale, il primo impianto calcistico privo di barriere architettoniche, il primo in cui le panchine sono inserite nelle tribune e il primo per estensione complessiva. L'impianto è anche il primo stadio eco-compatibile del mondo, dove tutto il materiale frutto della demolizione del Delle Alpi è stato separato per tipologia, riciclato totalmente e riutilizzato, in parte, nel nuovo cantiere con un risparmio globale di circa 2,3 milioni di euro. In particolare, i lavori hanno consentito il recupero di tutta la parte interrata del precedente stadio, compresa la zona del terreno di gioco.

### Inaugurazione
(Alessandro Del Piero, 8 settembre 2011)
Due giorni dopo l'inaugurazione della sala conferenze, lo Stadium è stato inaugurato l'8 settembre 2011 in concomitanza con i festeggiamenti per il 150º anniversario dell'Unità d'Italia, con una cerimonia curata dalla K-events di Marco Balich, che ha visto il culmine in un'amichevole contro il Notts County, il club professionistico più antico al mondo, da cui nel 1903 la Juventus trasse ispirazione per i suoi colori bianconeri. L'evento, seguito da Juventus Channel, Sky Sport e Cielo, è stato diffuso anche in streaming sul sito web e sul canale YouTube della Juventus.
La cerimonia d'inaugurazione, presentata da Linus e con Cristina Chiabotto, quale madrina, ha ripercorso l'intera storia della Juventus, e ha visto protagonisti alcuni dei più famosi calciatori legati alla squadra. Lo stadio è stato poi ufficialmente inaugurato dal presidente del club, Andrea Agnelli, e dal sindaco di Torino, Piero Fassino. Giampiero Boniperti e Alessandro Del Piero, uniti al centro del campo, hanno suggellato l'evento, al fianco della storica panchina sulla quale, nel 1897, alcuni studenti liceali fondarono il club bianconero. C'è stato anche un ricordo per i due fratelli Agnelli, Gianni e Umberto, per Gaetano Scirea e per le vittime della strage dell'Heysel. È seguita poi l'amichevole contro i Magpies, terminata 1-1, con Luca Toni che ha siglato il primo gol nel nuovo impianto.
Tale cerimonia, l'anno seguente, ha vinto il premio come miglior evento celebrativo in Italia ai Best Event Awards Italia.
| Arbitro: | De Marco (Chiavari) |

|          |           |            |
| Toni 54’ | Marcatori | 87’ Hughes |

### Incontri
La prima partita ufficiale nel nuovo stadio si è svolta l'11 settembre 2011, contro il Parma, in occasione della seconda giornata del campionato italiano di Serie A 2011-2012. L'incontro si è concluso con la vittoria dei padroni di casa per 4-1.
| Arbitro: | Celi (Bari) |

|                                                   |           |                       |
| Lichtsteiner 17’ Pepe 58’ Vidal 73’ Marchisio 83’ | Marcatori | 90+2’ (rig.) Giovinco |

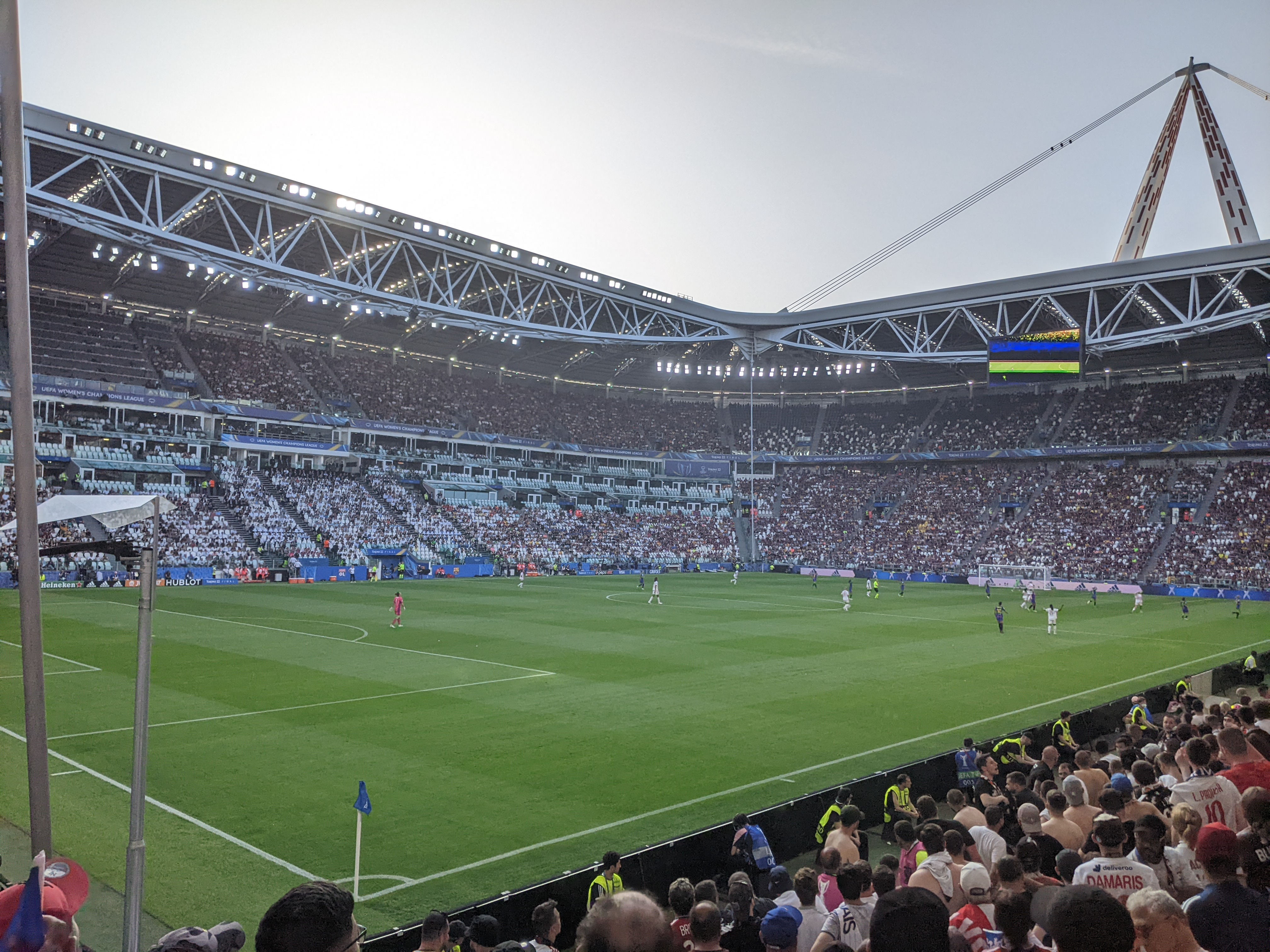
Vista interna dello Stadium durante la finale della UEFA Women's Champions League 2021-2022

Oltre alle gare della prima squadra maschile, l'impianto ha saltuariamente ospitato alcune gare di rilievo di altre squadre juventine. Per quanto riguarda le giovanili maschili, la squadra Under-19 ha debuttato allo Stadium in occasione della finale di andata della Coppa Italia Primavera 2011-2012 contro la Roma (1-2); a seguire, furono disputate le finali di andata delle edizioni 2012-2013 e 2015-2016. Per quanto concerne la prima squadra femminile, il 24 marzo 2019 lo Stadium ha ospitato per la prima volta un incontro di calcio femminile, quello contro la Fiorentina (1-0) valevole per il campionato di Serie A 2018-2019. Infine, per quanto riguarda la seconda squadra maschile, l'impianto è stato sede di gara della finale di andata della Coppa Italia Serie C 2022-2023 contro il Vicenza.
In ambito internazionale, il 10 settembre 2013 lo stadio bianconero ha accolto per la prima volta la nazionale italiana per la sfida contro la Rep. Ceca (2-1) valevole per le qualificazioni UEFA al campionato del mondo 2014.

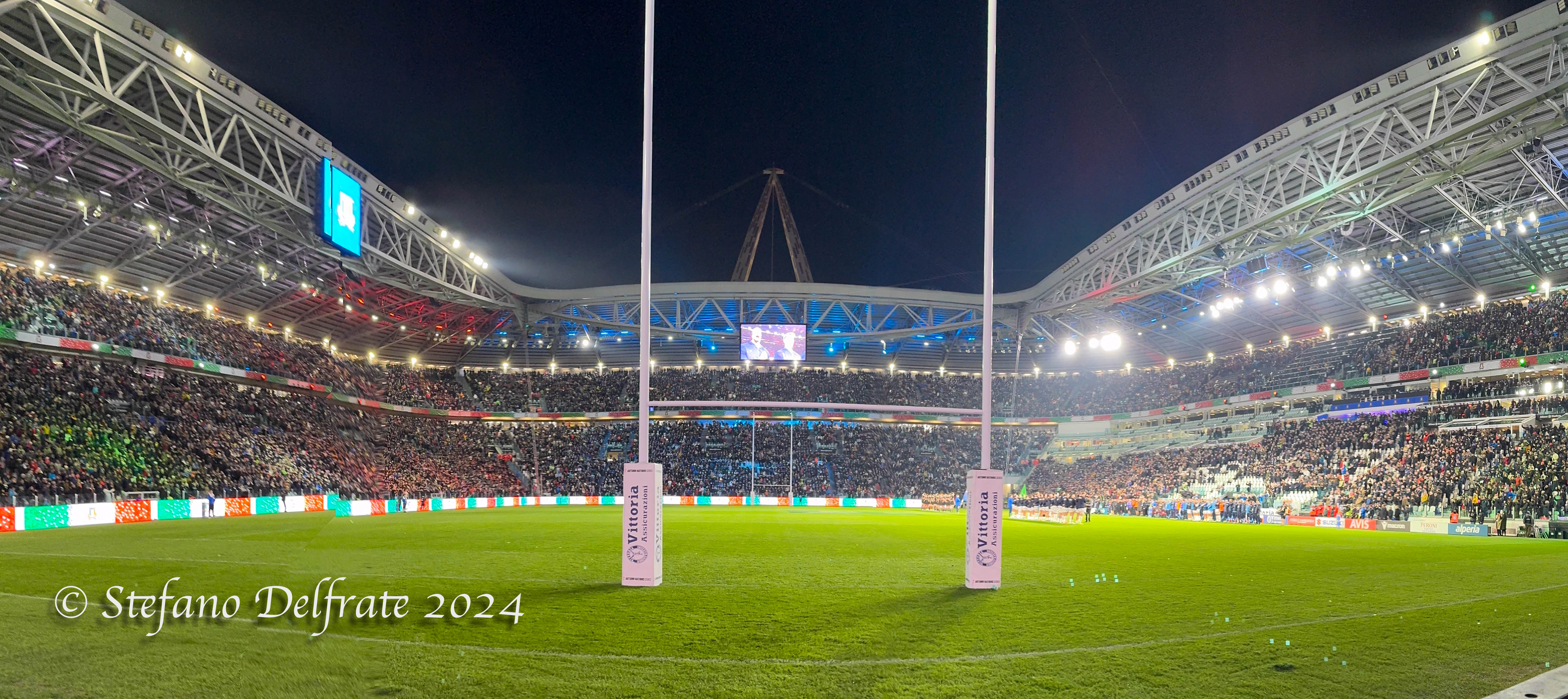
Panoramica interna dello Stadium in occasione del test match di rugby a 15 tra e, 23 novembre 2024

A livello confederale la UEFA ha scelto lo Stadium come sede della finale della UEFA Europa League 2013-2014, ospitata il 14 maggio e conclusasi con la vittoria degli spagnoli del Siviglia sui portoghesi del Benfica ai tiri di rigore (0-0; 4-2); nell'occasione è divenuto il primo stadio in Italia in cui ha avuto luogo l'atto conclusivo, in gara unica, della seconda manifestazione continentale per club. Ancora la UEFA ha designato l'impianto come una delle due sedi (insieme allo stadio Giuseppe Meazza di Milano) per la fase finale della UEFA Nations League 2020-2021, con la disputa a Torino di una semifinale e dell'incontro per il terzo posto, oltreché come sede della finale dell'edizione 2021-2022 della UEFA Women's Champions League, ospitata il 21 maggio e conclusasi con la vittoria delle francesi dell'Olympique Lione sulle spagnole del Barcellona (3-1).
Per via della pandemia di COVID-19 in Europa, a causa delle restrizioni di viaggio imposte da vari Paesi, nel 2021 sempre la UEFA ha scelto lo Stadium come sede alternativa dell'incontro di club tra Real Sociedad e Manchester Utd, valido per l'andata dei sedicesimi di finale della UEFA Europa League 2020-2021, e per la sfida tra le nazionali di Portogallo e Azerbaigian valida per le qualificazioni UEFA al campionato del mondo 2022.
Il 23 novembre 2024 lo Stadium ha ospitato per la prima volta un incontro extracalcistico, il test match di rugby a 15 tra le nazionali di Italia e Nuova Zelanda (11-29).

## Compatibilità ambientale

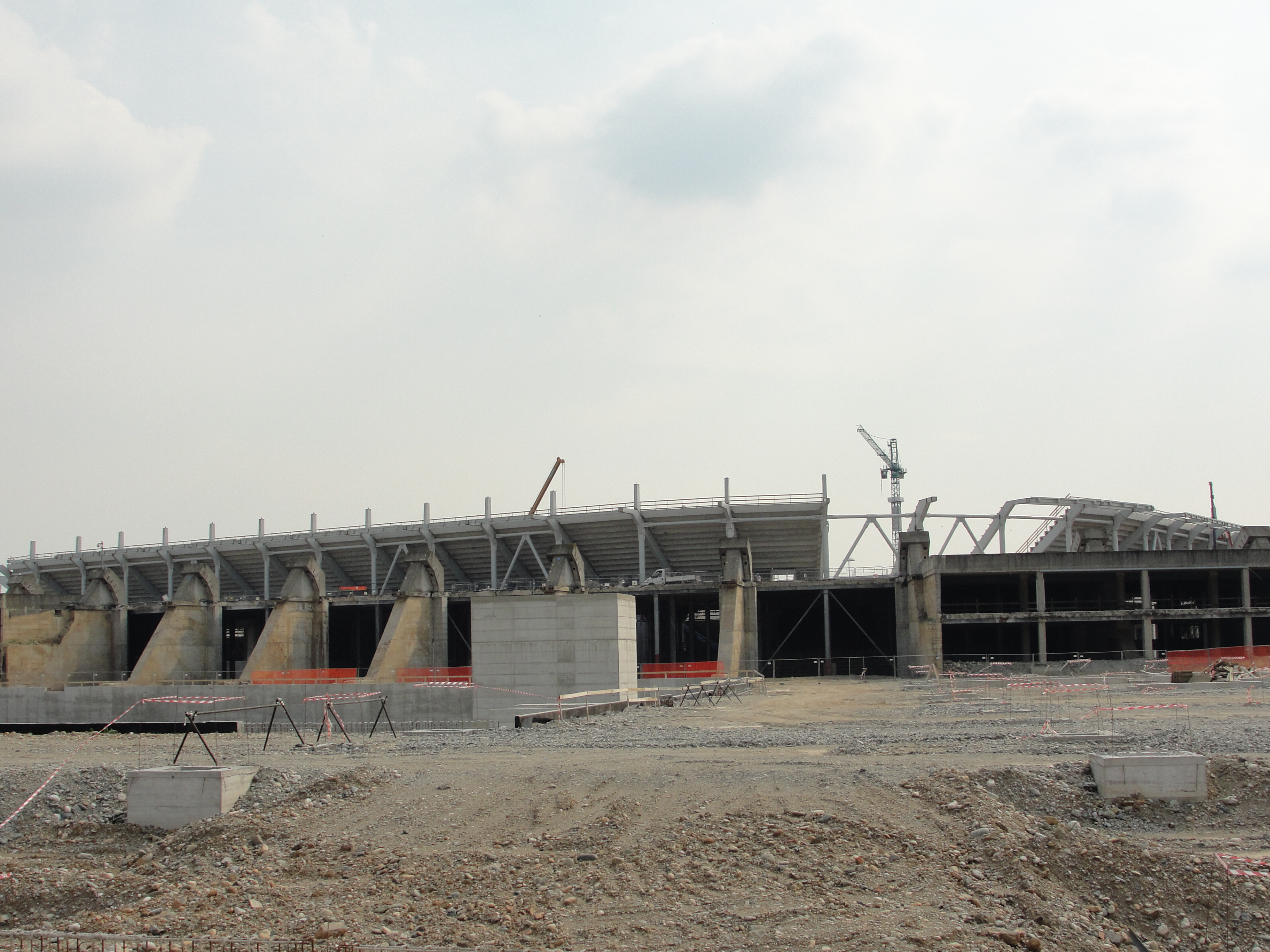
Lo Stadium in costruzione nel giugno 2010. Sono visibili parte degli elementi in calcestruzzo armato del demolito Delle Alpi, riutilizzati per l'edificazione del nuovo stadio

Il progetto è particolarmente rispettoso dell'ambiente grazie all'applicazione di sistemi a ridotto impatto ambientale e all'utilizzo di tecnologie avanzate ed ecosostenibili.
Si è mirato alla riduzione del consumo energetico proveniente da energie non rinnovabili tramite l'adozione di tecnologie d'avanguardia che eliminano gli sprechi ottimizzando lo sfruttamento dell'energia. Tra le finalità previste vi saranno di produrre energia elettrica per tutto lo stadio sfruttando la luce solare attraverso pannelli fotovoltaici, produrre acqua calda e riscaldare ambienti e campo da calcio per mezzo di una rete di teleriscaldamento, scaldare acqua sanitaria per gli spogliatoi e le cucine dei ristoranti avvalendosi di impianti solari termici. Tutto questo, mediante strategie e fonti alternative di energia e pienamente ecologiche, rispetterà i criteri di ecocompatibilità dettati dal protocollo di Kyoto generando molteplici risultati:
- riduzioni delle emissioni di gas serra;
- nessun inquinamento atmosferico;
- zero rischi di incendio;
- integrazione con il teleriscaldamento;
- arginamento degli sprechi;
- sfruttamento intensivo dell'energia solare grazie ai dispositivi di inseguimento solare;
- nessuna produzione di emissioni chimiche, termiche e acustiche;
- riutilizzo delle acque piovane;
- riduzione di almeno il 50% del consumo idrico necessario per l'irrigazione del campo.

Inoltre per la costruzione dell'impianto, si è recuperato il più possibile del materiale di risulta proveniente dal preesistente stadio delle Alpi: il calcestruzzo opportunamente triturato, l'alluminio, l'acciaio e il rame fusi di nuovo, sono stati riutilizzati per la nuova costruzione, diminuendo gli sprechi e ottenendo un risparmio di circa 2,3 milioni di euro.
Il piano di compatibilità ambientale a carico dello Stadium ha valso alla struttura, nel settembre 2019, la certificazione internazionale ISO 14001 / UNI EN ISO 14001:2015, la prima assegnata a un impianto sportivo in Italia. Dalla stagione 2019-2020, la totalità dell'energia in uso dal club torinese è generata da fonti rinnovabili.

## Caratteristiche tecniche
Di seguito vengono elencate le caratteristiche tecniche dell'impianto.
| Caratteristiche tecniche - Capienza: 41 507 posti a sedere - Posteggi: 4 000 posti auto - Superficie totale: 355000 m² - Superficie interna allo stadio: 45000 m² - Superficie stadio: 90000 m² - Aree dedicate ai servizi: 150000 m² - Aree commerciali: 34000 m² - Aree verdi e piazze: 30000 m² - Persone impiegate nella costruzione: 450 - Acciaio utilizzato: 6000 t - SkyBox: 64 - Pitch view studio: 2 - Posti stampa: 275 - Bar: 21 - Aree ristorazione: 8 - Ristoranti: 2 per 4 000 pasti - Spogliatoi: 3 | Distanza dagli spalti al campo di gioco - Tribuna Ovest: 7,5 m (dalla prima fila), 49 m (dall'ultima fila) - Tribuna 100: 7,5 m (dalla prima fila), 33,80 m (dall'ultima fila) - Tribuna media: 33,80 m (dalla prima fila), 49 m (dall'ultima fila) - Curve: 7,5 m (dalla prima fila), 50 m (dall'ultima fila) |

Le lounge principali dell'area hospitality dello stadio sono:
- il Club Gianni e Umberto Agnelli, una zona esclusiva con posti già assegnati e molto utilizzata anche per eventi aziendali e non solo per le partite;[132]
- il Legends Club, separato dagli altri, con la presenza di chef stellati per eventi esclusivi e con vista diretta sul campo;[132]
- la Tribuna 100, dal nome della lounge del precedente stadio delle Alpi inaugurata nel 1997 per il centenario del club;[132]
- il Club Boniperti, ambiente informale con spazi stile street food, può ospitare fino a 1 400 persone senza posti a sedere, sito in un'area ricavata dai garage VIP del Delle Alpi;[132]
- il Club Sivori, ambiente informale con 672 posti a sedere non assegnati, anche questo punto è ricavato dai garage VIP del Delle Alpi.[132]

Alle aree hospitality si aggiungono anche 64 SkyBox, ciascuno con 10 posti e servizio di ristorazione dedicato.
Lo Stadium è stato pensato per fare sentire il tifoso a suo agio e trattato con la massima cura. Ciò non solo grazie alle summenzionate aree hospitality, ma anche con la presenza di vari punti di pronto soccorso Anpas dislocati in varie parti dell'impianto; di una sala di controllo che permette una manutenzione predittiva per prevenire eventuali guasti; e dei locali dove opera il Gruppo Operativo Sicurezza (GOS), che si riunisce circa dieci giorni prima di ogni match per valutare il livello di rischio, considerando non solo le tifoserie ma anche fattori esterni quali eventi concomitanti e condizioni climatiche.
Sempre per quanto concerne la sicurezza, l'accesso allo Stadium è regolato da un sistema avanzato di controllo che integra il viso, ancora il viso sul documento d'identità e il codice a barre del biglietto: se i dati non coincidono, l'accesso viene negato già al prefiltraggio, prima del tornello, anche per evitare code. La Juventus ha anche implementato una tecnologia di metal detector simile a quella degli aeroporti, per cercare di neutralizzare eventuali minacce gravi.
L'impianto è attrezzato per accogliere persone con disabilità, e sono presenti anche postazioni per i cani guida dei tifosi non vedenti: normalmente è precluso l'ingresso agli animali, ma l'eccezione legata ai cani guida ha portato alla creazione di tre box in plexiglass per ospitarli (per evitare che si agitino nella tribuna normale).
In seguito all'inaugurazione, lo Stadium fu omologato nella categoria 4 UEFA, ovvero quella con maggior livello tecnico.

## Cronoprogramma dei lavori
Di seguito viene elencata la cronologia della costruzione dello stadio.
- Giugno 2002: il Comune di Torino trasferisce alla Juventus la proprietà dello stadio delle Alpi per 99 anni.[53][54]
- Dicembre 2002: approvazione della variante n. 56 al Piano Regolatore Generale.
- Dicembre 2005: approvazione alla variante n. 123 al Piano Regolatore Generale.
- Aprile 2007: sottoscrizione della convenzione relativa al Piano Esecutivo Convenzionato approvato nell'aprile 2006.
- Febbraio 2008: approvazione del progetto da parte del consiglio di amministrazione della Juventus.
- Settembre 2008: gara di appalto per la demolizione del Delle Alpi.
- Novembre 2008: inizio dei lavori di demolizione.
- Dicembre 2008/Aprile 2009: gara di appalto per i lavori di costruzione del nuovo stadio.
- Febbraio 2009: approvazione del Piano Integrato di Intervento.
- Maggio 2009: nuovo stadio – Permesso di costruire.
- Giugno 2009: fine dei lavori di demolizione del Delle Alpi e inizio dei lavori di costruzione del nuovo stadio.
- Novembre 2009: centro commerciale – Permesso di costruire.
- Aprile 2010: J-Museum – Permesso di costruire.
- Maggio 2010: approvazione del Piano per le Opere di Urbanizzazione.
- Giugno 2010: il Comune di Torino trasferisce alla Juventus la proprietà dell'area Continassa per 99 anni.[134][135]
- Luglio 2010: ingresso Ovest – Permesso di costruire.
- Agosto/Settembre 2011: fine dei lavori di costruzione e collaudo.
- 8 settembre 2011: inaugurazione e amichevole con il Notts County.
- 11 settembre 2011: prima partita ufficiale contro il Parma.

Il 20 ottobre 2011 la procura della Repubblica di Torino aveva aperto un'inchiesta sulla costruzione dello stadio, in particolare sull'ipotesi dell'utilizzo di una presunta fornitura di acciaio non conforme alle normative CE da parte delle ditte appaltatrici; nell'immediato, il prefetto e il sindaco della città confermavano la solidità strutturale dell'impianto, dichiarandolo agibile e idoneo all'attività. Il 28 gennaio 2014 la procura torinese aveva poi presentato una richiesta di archiviazione per tutti gli indagati nella vicenda, cui la Juventus, parte lesa, non si è opposta.

## Denominazione
Per i suoi primi sei anni di vita, l'impianto non ha avuto un nome commerciale. Fin dall'approvazione del progetto di costruzione, tuttavia, il club torinese non aveva escluso future cessioni dei diritti di denominazione a uno sponsor: in tal senso già nel marzo 2008, tre anni prima della consegna dello stadio, la società di sportmarketing Sportfive si era aggiudicata, per 75 milioni di euro e per i dodici anni successivi all'inaugurazione dello Stadium, il diritto esclusivo di trovare aziende interessate ad abbinare il loro marchio alla struttura; per contratto, lo sponsor non sarebbe potuto essere né un concorrente dei fornitori tecnici della Juventus né una casa automobilistica – per via dello storico rapporto tra la squadra bianconera e la FIAT. Inoltre, dopo l'inaugurazione dello Stadium, la strada davanti all'impianto è stata ribattezzata in "Corso Gaetano Scirea", venendo così intitolata all'omonimo capitano della Juventus, scomparso nel 1989.
Il 1º giugno 2017 il club ha ufficializzato l'accordo con la società di servizi finanziari Allianz, che dagli anni 2000 aveva già legato il suo marchio a vari impianti sportivi nel resto del mondo, e che nell'occasione ha acquisito i naming rights dello stadio torinese dal successivo 1º luglio fino al 30 giugno 2023, rinominandolo Allianz Stadium; nel 2020 l'accordo è stato ulteriormente esteso fino al 30 giugno 2030.

## Aree e strutture correlate

### J-Museum

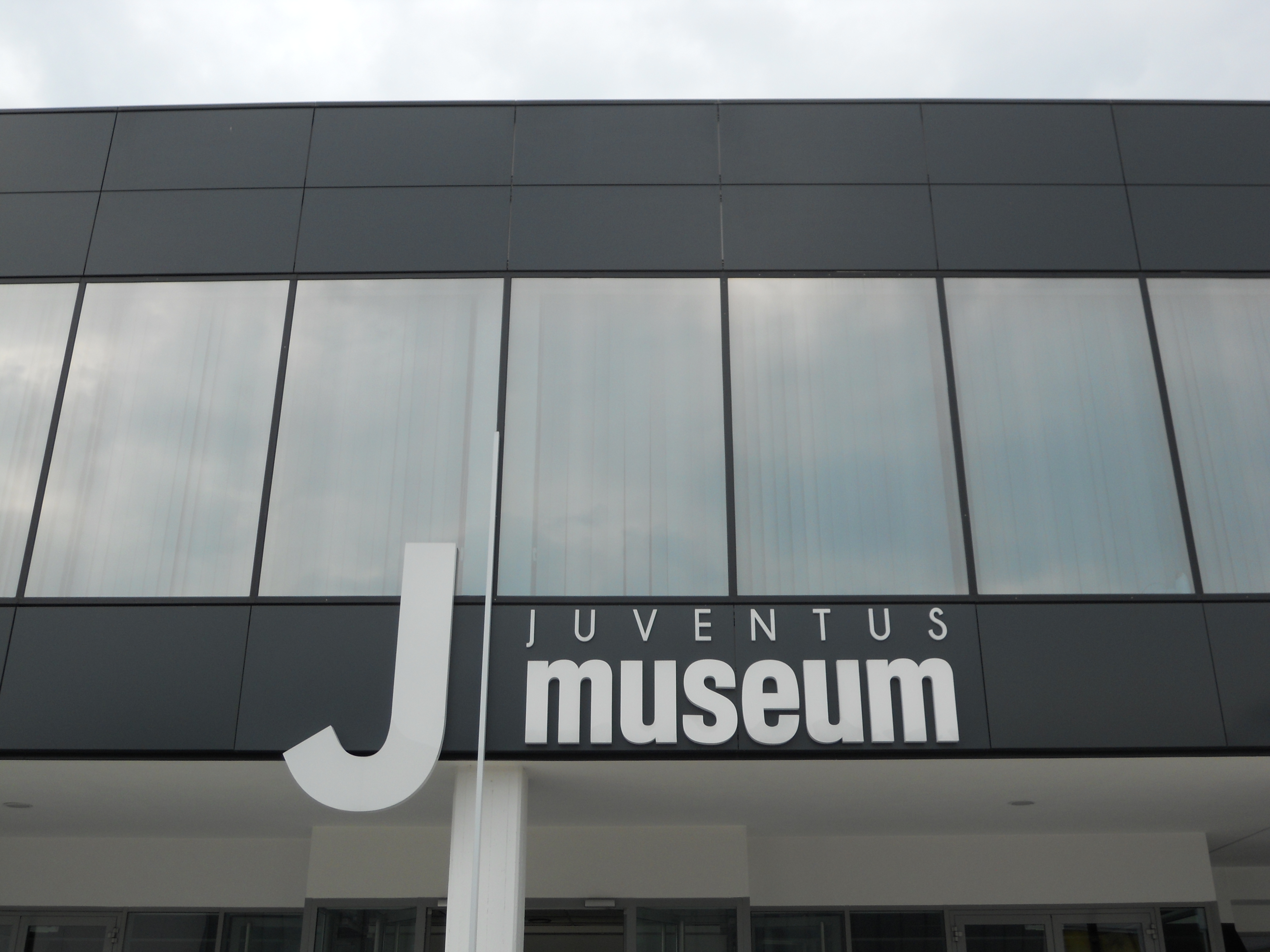
Una veduta parziale dell'ingresso del J-Museum nel 2014

All'interno della zona est dell'impianto ha sede il J-Museum, il primo museo calcistico ufficiale della squadra bianconera. Realizzato dall'architetto Benedetto Camerana, il museo dispone di diverse sale in cui sono esposti, tra gli altri, tutti i trofei vinti dal club e le maglie dei giocatori più importanti della storia della società torinese, aree interattive e ricche di foto storiche; tra le tante sale, una è dedicata alla memoria delle vittime della strage dell'Heysel, com'era stato promesso il 29 maggio 2010 dal presidente della Juventus Andrea Agnelli in occasione del 25º anniversario della tragedia. Il J-Museum è stato inaugurato il 16 maggio 2012, ed è presieduto dal giornalista Paolo Garimberti.
Oltre all'ambito prettamente calcistico, il J-Museum si è presto aperto anche verso altri aspetti artistici, come l'organizzazione di cicli d'incontri con personalità del mondo della cultura, dello spettacolo e dello sport, o l'allestimento di mostre d'arte temporanee all'interno dei suoi spazi. Nel corso degli anni, il museo è stato ampliato con l'aggiunta di ulteriori sale dedicate al club bianconero. Dal 2014, il polo museale bianconero si è affermato al primo posto tra le strutture sportive e, in modo pressoché stabile, complessivamente tra i 50 più visitati d'Italia (47º posto). Inoltre, nel corso degli anni, ha accolto un grande flusso di visitatori che ha permesso al museo di raggiungere numeri da record.

### J-Medical
Il J-Medical (originalmente Juventus Medical, /ˈdʒeɪː ˈmɛdɪkl̩/) è un centro medico il cui titolare è l'omonima società a responsabilità limitata risultante di un'associazione congiunta tra la Juventus e l'azienda sanitaria torinese Santa Clara Group. Capace di ospitare 20 000 pazienti, fu concepito originariamente con il nome di Juventus Medical su un'area iniziale di 3243 m² (includendo un soppalco di 238 m²) su iniziativa della società bianconera, più particolarmente dall'amministratore delegato Giuseppe Marotta, il consigliere di amministrazione Aldo Mazzia e il responsabile medico del club Gianluca Stesina, ed è operativamente attivo dal 23 marzo 2016, diventando il primo istituto ospedaliero italiano a essere gestito amministrativamente (seppur indirettamente) da una società sportiva.
Il J-Medical gestisce le esigenze di cura e prevenzione della prima squadra maschile e femminile nonché del settore giovanile bianconero, oltreché fornire ai normali cittadini dei servizi su sei aree specifiche: chirurgia ambulatoriale complessa, diagnostico, poliambulatoriale, fisioterapia, medicina legale e sportiva. Il centro medico occupa un'area totale di 3500 m² sita accanto al J-Museum, nel settore Est dello stadio. L'impianto comprende, inoltre, diciannove poliambulatori, due sale operatorie e quattro aree dedicate alla fase di riabilitazione (due palestre, una piscina per l'idroterapia e uno spazio esterno per la riatletizzazione).
Nel giugno 2021 l'istituto viene inserito tra i centri a disposizione dell'azienda sanitaria locale di Torino per la campagna vaccinale durante la pandemia di COVID-19.

### Juventus Megastore
Il 30 giugno 2017 è stato inaugurato lo Juventus Megastore, un negozio di articoli firmati dalla società bianconera. Il megastore occupa un'area di 1000 m², di cui 800 dedicati al pubblico, ed è sito di fianco al J-Museum. Le vie di accesso sono due: una diretta dal museo e l'altra dall'area pedonale che fiancheggia ad est lo Stadium.

### Cammino delle stelle
Nel perimetro adiacente all'esterno del secondo anello dello stadio, posto a un'altezza di circa 18 metri rispetto al campo da gioco, è stato realizzato il cosiddetto Cammino delle stelle, ovvero una Walk of Fame in cui sono onorati i giocatori più rappresentativi della storia juventina. In questa zona dell'impianto, la pavimentazione è stata suddivisa in 50 settori al cui interno trovano posto altrettante grandi stelle dorate celebrative, dentro un pentagono bianco e nero di 1,85 m, ognuna delle quali reca al suo interno il nome di un calciatore che ha fatto la storia del club e una targa d'argento in cui sono impresse informazioni di rilievo correlate al periodo di militanza nella squadra, inclusi i titoli vinti.
Il Cammino include anche 39 stelle d'argento, le quali recano incisi i nomi delle vittime della strage dell'Heysel di Bruxelles del 1985. Esse sono ubicate accanto alla stella d'oro dedicata a Gaetano Scirea – capitano della squadra bianconera in quell'anno –, in prossimità alla Tribuna Est dell'impianto.
L'iniziativa Accendi una stella ha poi permesso a vari tifosi bianconeri di "acquistare" delle piccole porzioni di pavimentazione circostanti la stella del proprio beniamino, inscrivendo al loro interno i propri nomi; il progetto è stato promosso, tra gli altri, da un particolare spot pubblicitario interpretato dall'attore e tifoso bianconero Pietro Sermonti, nei panni di un insolito Giulio Cesare juventino.
Quelli elencati di seguito sono i giocatori che hanno militato nella Juventus, eletti nel 2010 dai membri dei fan club riconosciuti dalla società bianconera e del programma Juventus Membership sulla base statistica (un minimo di 150 presenze o 100 reti segnate) e del palmarès durante il periodo di permanenza nella società torinese, sia a livello di club sia delle nazionali.
| Calciatore            | Ruolo   | Stagioni al club      | Presenze | Reti | Altri |
| --------------------- | ------- | --------------------- | -------- | ---- | ----- |
| Pietro Anastasi       | CA/PP   | 1968-1976             | 303      | 131  |       |
| Roberto Baggio        | R/T/SP  | 1990-1995             | 200      | 115  |       |
| Romeo Benetti         | M       | 1968-1969 e 1976-1979 | 159      | 23   |       |
| Roberto Bettega       | AT/SP   | 1970-1983             | 481      | 178  |       |
| Carlo Bigatto I       | TD      | 1913-1915 e 1920-1931 | 233      | 1    |       |
| Giampiero Boniperti   | CA/T/R  | 1946-1961             | 462      | 182  |       |
| Felice Borel II       | CA      | 1932-1941 e 1942-1946 | 307      | 161  |       |
| Sergio Brio           | DC      | 1978-1990             | 378      | 24   |       |
| Gianluigi Buffon      | P       | 2001-2018 e 2019-2021 | 656      | 0    |       |
| Antonio Cabrini       | TF      | 1976-1989             | 440      | 53   |       |
| Umberto Caligaris     | TS      | 1928-1935             | 198      | 0    |       |
| Mauro Camoranesi      | AD/MZ   | 2002-2010             | 288      | 32   |       |
| Fabio Capello         | R       | 1970-1976             | 239      | 41   |       |
| Franco Causio         | AD/AT   | 1967-1968 e 1970-1981 | 447      | 72   |       |
| John Charles          | CA      | 1957-1962             | 178      | 105  |       |
| Gianpiero Combi       | P       | 1921-1934             | 367      | 0    |       |
| Antonio Conte         | AD/MZ/M | 1991-2004             | 419      | 44   |       |
| Antonello Cuccureddu  | TS/M/MZ | 1969-1981             | 433      | 39   |       |
| Edgar Davids *        | CD/M/MZ | 1997-2004             | 235      | 10   |       |
| Alessandro Del Piero  | SP/T    | 1993-2012             | 705      | 290  |       |
| Luis del Sol          | M/MZ    | 1962-1970             | 294      | 29   |       |
| Didier Deschamps      | R/CD    | 1994-1999             | 178      | 4    |       |
| Angelo Di Livio       | AD/MZ   | 1993-1999             | 269      | 6    |       |
| Ciro Ferrara          | DC/TZ   | 1994-2005             | 358      | 20   |       |
| Giuseppe Furino       | M       | 1969-1984             | 528      | 19   |       |
| Claudio Gentile       | TZ/MP   | 1973-1984             | 414      | 10   |       |
| John Hansen           | AS      | 1948-1954             | 187      | 124  |       |
| Paolo Montero         | DC/L    | 1996-2005             | 278      | 6    |       |
| Pavel Nedvěd          | AS/CdA  | 2001-2009             | 327      | 65   |       |
| Raimundo Orsi         | AS      | 1929-1935             | 194      | 87   |       |
| Carlo Parola          | TZ      | 1939-1954             | 340      | 11   |       |
| Angelo Peruzzi        | P       | 1991-1999             | 301      | 0    |       |
| Gianluca Pessotto     | TS/AS   | 1995-2006             | 366      | 3    |       |
| Michel Platini        | R/CdA   | 1982-1987             | 224      | 104  |       |
| Pietro Rava           | TS      | 1935-1946 e 1947-1950 | 330      | 15   |       |
| Fabrizio Ravanelli    | CA/SP   | 1992-1996             | 160      | 68   |       |
| Virginio Rosetta      | TD      | 1923-1936             | 315      | 16   |       |
| Paolo Rossi           | CA/PP   | 1973-1975 e 1981-1985 | 138      | 34   |       |
| Sandro Salvadore      | L       | 1962-1974             | 450      | 17   |       |
| Gaetano Scirea        | L       | 1974-1988             | 552      | 32   |       |
| Lucidio Sentimenti IV | P       | 1942-1949             | 188      | 5    |       |
| Omar Sívori           | MZ/T    | 1957-1965             | 253      | 167  |       |
| Alessio Tacchinardi   | CD/R/M  | 1994-2005             | 404      | 14   |       |
| Stefano Tacconi       | P       | 1983-1992             | 337      | 0    |       |
| Marco Tardelli        | T/CC    | 1975-1985             | 375      | 51   |       |
| Moreno Torricelli     | TZ/AD   | 1992-1998             | 230      | 3    |       |
| David Trezeguet       | CA      | 2000-2010             | 320      | 171  |       |
| Gianluca Vialli       | CA      | 1992-1996             | 145      | 53   |       |
| Zinédine Zidane       | T/CdA   | 1996-2001             | 214      | 31   |       |
| Dino Zoff             | P       | 1972-1983             | 476      | 0    |       |

Codici:

P: Portiere,
L: Libero,
DC: Difensore centrale o stopper,
TD: Terzino destro,
TF: Terzino fluidificante.
TS: Terzino sinistro,
TZ: Terzino,
MP: Marcatore puro.
M: Mediano,
CD: Centrocampista difensivo,
CC: Centrocampista centrale,
R: Regista,
MZ: Mezzala,
AD: Ala destra,
AS: Ala sinistra,
AT: Ala tornante,
CdA: Centrocampista d'attacco,
T: Trequartista,
CA: Centravanti,
PP: Prima punta,
SP: Seconda punta.

Legenda:

 Calciatori vincitori della Coppa del Mondo FIFA durante la loro militanza nella Juventus.

 Calciatori vincitori del Campionato d'Europa UEFA durante la loro militanza nella Juventus.

 Calciatori vincitori della medaglia d'oro del torneo olimpico di calcio durante la loro militanza nella Juventus.

 Calciatori vincitori del Pallone d'oro durante la loro militanza nella Juventus.

 Calciatori vincitori del FIFA World Player durante la loro militanza nella Juventus.
* N.B. – Il 14 febbraio 2011 viene consegnata la stella a Edgar Davids al posto di Zbigniew Boniek.

### Area12

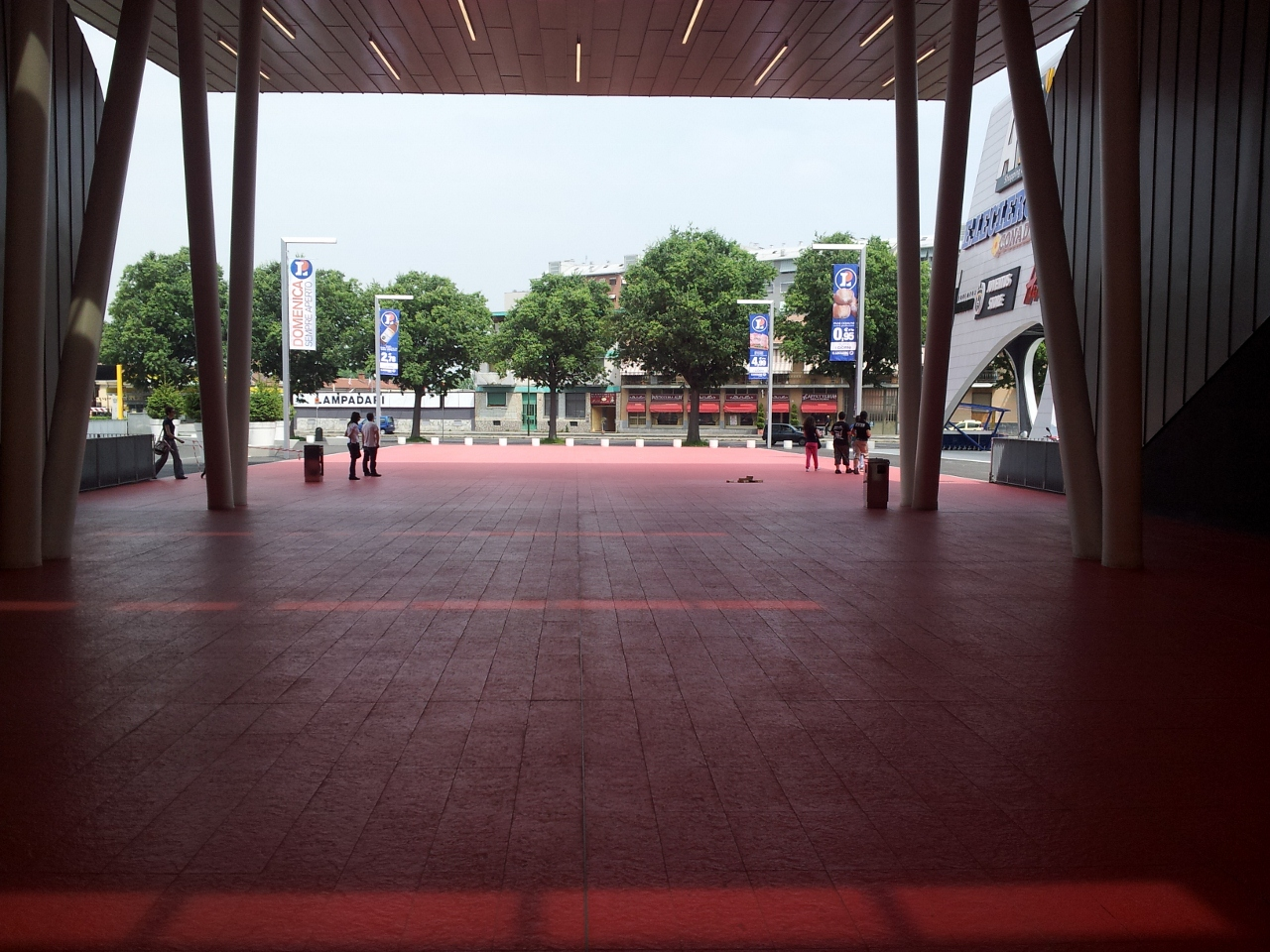
Lo spazio commerciale Area12

Su di un'area di 34000 m² di superficie utile facente parte dell'impianto, è stato realizzato un centro commerciale denominato Area12 in onore del tifoso, dodicesimo uomo in campo. La costruzione del centro commerciale è stata aggiudicata al raggruppamento Nordiconad-Cmb-Unieco, mentre la direzione dei lavori è stata seguita dallo studio di ingegneria bolognese Tecnicoop. Progettato dallo Studio Rolla di Torino con la partecipazione di Giugiaro Design, ha una superficie di vendita pari a 29890 m² ed è suddiviso in tre corpi: quello centrale è costituito da un ipermercato a marchio Conad di 9050 m² accompagnato da una galleria commerciale con 60 negozi. Sono disponibili 2 000 posti auto, di cui 800 interrati. Il centro commerciale è stato inaugurato il 27 ottobre 2011. Tra i suoi servizi, è stato istituito uno speciale spazio che è dedicato alla divulgazione culturale.

### J-Village
L'11 giugno 2010 la Juventus ha ottenuto, in accordo con il Comune di Torino, il diritto di superficie per 99 anni sull'area della Continassa, adiacente allo stadio di proprietà, al prezzo di un milione di euro. Oltre a dare continuità al progetto Stadium, la società bianconera intende riqualificare l'intera area di 270 000 metri quadrati. Nella suddetta area sorge il J-Village, una struttura di 148700 m² comprendente: la Cascina Continassa che ospita la sede sociale del club; il centro d'allenamento destinato alla prima e, occasionalmente, alla seconda squadra maschile, che ingloba una struttura dedicata alla produzione dei contenuti digitali del club e un media centre comprendente a sua volta una sala per le riunioni tecniche, gli studi del canale tematico Juventus TV, la sala stampa, aree dedicate agli sponsor del club; il J-Hotel, albergo riservato sia al pubblico sia alle esigenze di giocatori e staff della squadra bianconera; una scuola internazionale che ospita anche il J-College, rivolto ai tesserati del settore giovanile juventino; e infine uno spazio per eventi. Il club piemontese riesce così a portare a compimento un altro proposito fissato nel 1994: trasformare la Continassa in un "quartier generale" riservato alle attività societarie.

## Le partite

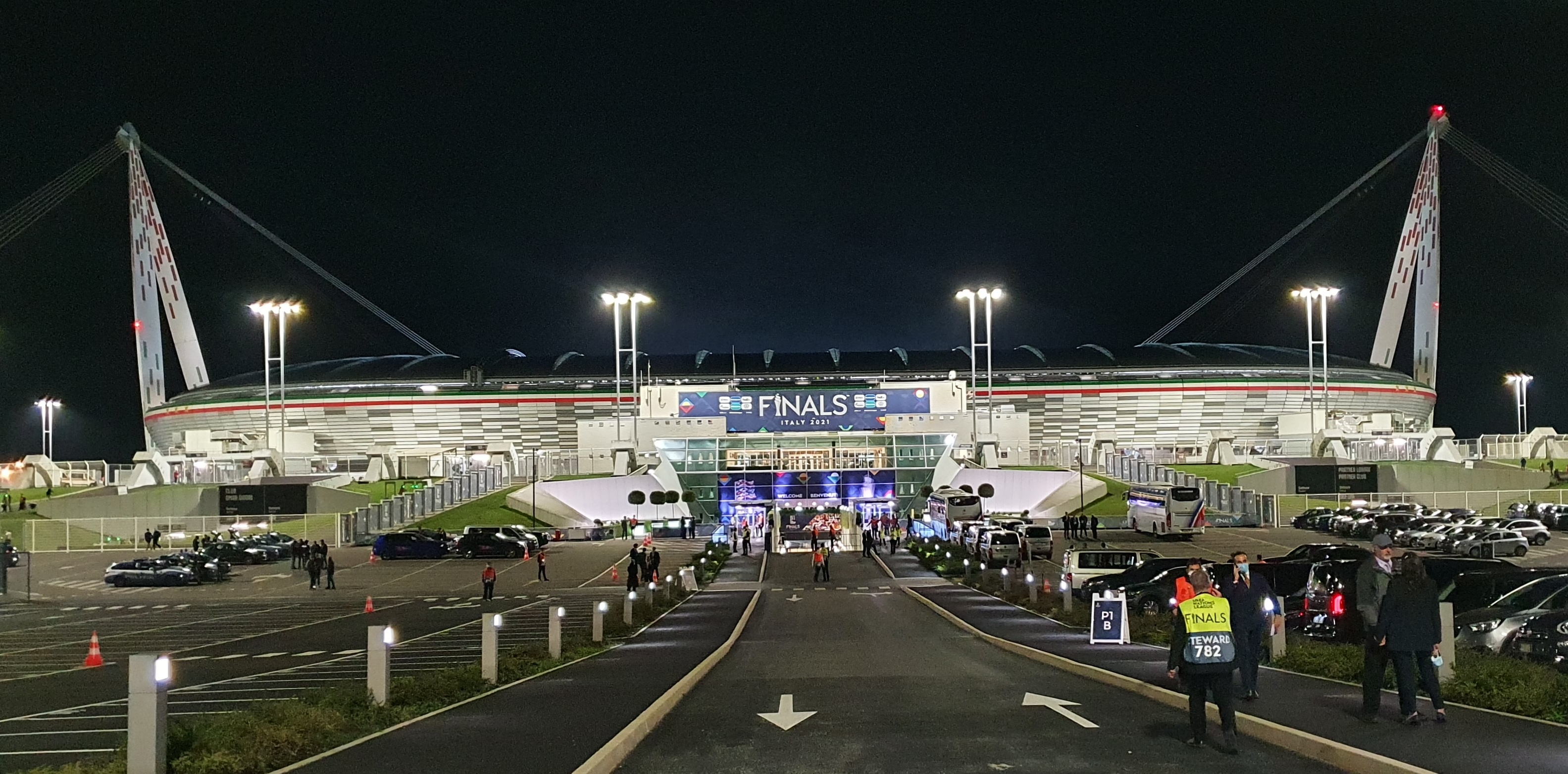
Una veduta notturna d'insieme dello Stadium in occasione della fase finale della UEFA Nations League 2020-2021

Juventus-Inter (1-1) del 26 novembre 2023, valida per la 13ª giornata del campionato di Serie A 2023-2024, è stata la partita in cui lo Juventus Stadium ha fatto registrare il primato di pubblico della capienza massima consentita, con 41 507 spettatori; Juventus-Ajax (1-2) del 16 aprile 2019, valida per il ritorno dei quarti di finale della UEFA Champions League 2018-2019, è stata la sfida in cui si è stabilito il record d'incasso con 5 016 924 euro.
Juventus-Fiorentina (1-0) del 24 marzo 2019, valida per la 19ª giornata del campionato femminile di Serie A 2018-2019, ha fatto registrare l'allora primato di pubblico in Italia per una sfida di calcio femminile con 39 027 spettatori, mantenuto per il successivo quadriennio.

## Statistiche
Dati relativi alle sole partite ufficiali, aggiornati al 18 maggio 2025.

### Primati
- Prima partita in assoluto: Juventus-Parma 4-1 (11 settembre 2011)
- Prima vittoria in assoluto: Juventus-Parma 4-1 (11 settembre 2011)
- Primo pareggio in assoluto: Juventus-Bologna 1-1 (21 settembre 2011)
- Prima sconfitta in assoluto: Juventus-Inter 1-3 (3 novembre 2012)

### Record spettatori
- In Serie A
  - Spettatori massimi: 41 507 vs Inter (26 novembre 2023)[194]
  - Spettatori minimi: 0 vs Inter (8 marzo 2020 e 15 maggio 2021),[198][199] vs Lecce (26 giugno 2020),[200] vs Torino (4 luglio e 5 dicembre 2020),[199][200] vs Atalanta (11 luglio e 16 dicembre 2020),[199][200] vs Lazio (20 luglio 2020 e 6 marzo 2021),[199][200] vs Sampdoria (26 luglio 2020),[200] vs Roma (1º agosto 2020 e 6 febbraio 2021),[199][200] vs Cagliari (21 novembre 2020),[199] vs Fiorentina (22 dicembre 2020),[199] vs Udinese (3 gennaio 2021),[199] vs Sassuolo (10 gennaio 2021),[199] vs Bologna (24 gennaio 2021),[199] vs Crotone (22 febbraio 2021),[199] vs Spezia (2 marzo 2021),[199] vs Benevento (21 marzo 2021),[199] vs Napoli (7 aprile 2021),[199] vs Genoa (11 aprile 2021),[199] vs Parma (21 aprile 2021),[199] vs Milan (9 maggio 2021)[199]
- In Coppa Italia
  - Spettatori massimi: 40 791 vs Roma (22 gennaio 2020)[201]
  - Spettatori minimi: 0 vs Milan (12 giugno 2020),[200] vs Genoa (13 gennaio 2021),[199] vs SPAL (27 gennaio 2021),[199] vs Inter (9 febbraio 2021)[199]
- In UEFA Champions League
  - Spettatori massimi: 41 470 vs Manchester Utd (7 novembre 2018)[202]
  - Spettatori minimi: 0 vs Olympique Lione (7 agosto 2020),[203] vs Barcellona (28 ottobre 2020),[204] vs Ferencváros (24 novembre 2020),[205] vs Dinamo Kiev (2 dicembre 2020),[206] vs Porto (9 marzo 2021)[207]
- In UEFA Europa League
  - Spettatori massimi: 41 019 vs Nantes (16 febbraio 2023)[208]
  - Spettatori minimi: 35 436 vs Trabzonspor (20 febbraio 2014)[209]

### Affluenza media in Serie A
- 2011-2012: 38 111 (4ª posizione, riempimento pari al 91,9% dei posti disponibili)[113]
  - Spettatori massimi: 40 944 vs Atalanta[113]
  - Spettatori minimi: 35 392 vs Siena[113]
  - Abbonati: 24 531[113]
- 2012-2013: 38 979 (5ª posizione, riempimento pari al 93,9% dei posti disponibili)[210]
  - Spettatori massimi: 40 563 vs Inter[210]
  - Spettatori minimi: 36 556 vs Udinese[210]
  - Abbonati: 27 442[210]
- 2013-2014: 39 140 (5ª posizione, riempimento pari al 94,4% dei posti disponibili)[211]
  - Spettatori massimi: 41 365 vs Roma[211]
  - Spettatori minimi: 32 352 vs Udinese[211]
  - Abbonati: 27 583[211]
- 2014-2015: 39 067 (2ª posizione, riempimento pari al 94,2% dei posti disponibili)[212]
  - Spettatori massimi: 41 200 vs Roma[212]
  - Spettatori minimi: 36 556 vs Cesena[212]
  - Abbonati: 26 964[212]
- 2015-2016: 38 755 (3ª posizione, riempimento pari al 93,4% dei posti disponibili)[213]
  - Spettatori massimi: 41 305 vs Napoli[213]
  - Spettatori minimi: 29 250 vs Chievo[213][214]
  - Abbonati: 27 033[213]
- 2016-2017: 39 936 (3ª posizione, riempimento pari al 96,2% dei posti disponibili)[215]
  - Spettatori massimi: 41 470 vs Roma[215]
  - Spettatori minimi: 38 144 vs Bologna[215]
  - Abbonati: 29 300[216]
- 2017-2018: 39 316 (4ª posizione, riempimento pari al 94,7% dei posti disponibili)[217]
  - Spettatori massimi: 41 418 vs Inter[217]
  - Spettatori minimi: 29 412 vs Genoa[214][217]
  - Abbonati: 29 300[218]
- 2018-2019: 39 244 (3ª posizione, riempimento pari al 94,5% dei posti disponibili)[219]
  - Spettatori massimi: 41 495 vs Inter[219]
  - Spettatori minimi: 30 239 vs Chievo[219]
  - Abbonati: 29 300[220]
- 2019-2020: 39 777 (4ª posizione, riempimento pari al 95,8% dei posti disponibili)[221]
  - Spettatori massimi: 40 841 vs Brescia[221]
  - Spettatori minimi: 37 790 vs Parma[221][222]
  - Abbonati: 27 700[223]
- 2021-2022: 23 808 (6ª posizione, riempimento pari al 57,3% dei posti disponibili)[224]
  - Spettatori massimi: 40 515 vs Lazio[225]
  - Spettatori minimi: 5 000 vs Udinese[226]
  - Abbonati: Non disponibile[227]
- 2022-2023: 37 672 (6ª posizione, riempimento pari al 90,7% dei posti disponibili)[228]
  - Spettatori massimi: 41 003 vs Roma[228]
  - Spettatori minimi: 33 565 vs Atalanta[228]
  - Abbonati: 20 200[229]
- 2023-2024: 39 575 (6ª posizione, riempimento pari al 95,3% dei posti disponibili)[230]
  - Spettatori massimi: 41 507 vs Inter[230]
  - Spettatori minimi: 37 470 vs Salernitana[230]
  - Abbonati: 17 200[230]
- 2024-2025: 40 237 (6ª posizione, riempimento pari al 96,9% dei posti disponibili)[231]
  - Spettatori massimi: 41 375 vs Roma[231]
  - Spettatori minimi: 36 215 vs Verona[231]
  - Abbonati: 19 200[231]
- Media totale (2011-presente): 37 970 (pari al 91,4% dei posti disponibili)
  - Media totale abbonati (2011-presente): 25 479[232]

I dati sugli spettatori massimi, sugli spettatori minimi e sul numero degli abbonati relativi alla stagione 2020-2021 non sono compresi in quanto alcune partite sono state giocate con circa 1 000 spettatori, mentre altre a porte chiuse a causa della pandemia di COVID-19.